# Иван Карамихайлов
Иван Карамихайлов (1866 – 1961) е български лекар, хирург, един от създателите на хирургията в България.

## Биография
Иван Карамихайлов е роден през 1866 г. в Шумен в семейството на търговеца Михаил Янев, с прякор Кара (от турски „черен“). Учи в Робърт колеж в Цариград.
Завършва медицина през 1904 г. във Виена, където след това специализира хирургия (1904 – 1907) при проф. Айзелберг. Запознава се със студентката по пиано и музика Мери Слейд, дъщеря на английски аристократ, и тя скоро става негова съпруга. Установяват се с трите си деца – родените във Виена Райна, Иван и Елисавета, в София.
С помощта на тъста си и със свои пари д-р Карамихайлов купува през 1907 г. сградата на ул. „Кракра“ № 11 и в нея по-късно открива своята клиника – получила популярност. Преди семейството да се настани в новия си дом, върху съществуващия етаж с три стаи построяват още един. Фасадата е украсена с пластични елементи и сводести прозорци. Интериорът е с високи тавани с гипсови орнаменти, камини от Виена, вградени библиотеки. Къщата придобива европейски вид, дворът – английски. Карамихайлови са приети в столичния елит. В къщата е живяла и сестрата на Иван Карамихайлов  Елена Карамихайлова – художничка.
Иван Карамихайлов е придворен лекар на цар Фердинанд и на цар Борис III. Най-напред докторът работи в училището за медицински сестри, след 1911 г. ръководи новопостроения корпус (с хирургично и вътрешно отделение) към болницата на Българския червен кръст, до 1938 г. е член и на управителния му съвет.
По време на войните – 1912 г. до 1914 г. е на фронта, от 1914 г. до 1918 е началник на Дивизионната болница. Работи почти на доброволни начала. Защото, както сам обяснява по-късно, преди удостояването му със звание „Народен лекар“ през 1956 г. не може да взема пари, когато български войници умират, за да живеят други след тях.
Синът му, със същото име, д-р Иван Карамихайлов, също е лекар хирург като баща си. След Деветосептемврийския преврат е репресиран като асистент на разстреляния проф. Александър Станишев. Интерниран е в Горна Оряховица, където умира едва 60-годишен от преумора. след тежка нощна операция.